# ブリンディジの戦い (1156年)
ブリンディジの戦いは、1156年にビザンツ帝国とシチリア王国が南イタリアの支配権をめぐって争った戦いである。ビザンツ皇帝マヌエル1世コムネノスは、シチリア王国の王位継承の混乱に乗じてノルマン人に奪われた南イタリアの奪回を試みたが、失敗に終わった。

## 背景
ノルマン人のオートヴィル朝シチリア王国を打ち立てたルッジェーロ2世が1154年に死去すると、息子のグリエルモ1世への継承をめぐって政治的混乱が生じた。そこでビザンツ皇帝マヌエル1世コムネノスは、この機に乗じてシチリア王国の支配下にあった南イタリアのプッリャとカラブリアの再征服を目論んだ。

## ビザンツ帝国の遠征
ビザンツ軍は、一時はバーリをはじめ数多くの南イタリアの都市を占領した。しかしブリンディジの包囲が長引いたところでノルマン軍に敗北を喫した。これにより、ビザンツ帝国による南イタリア再征服の試みは事実上頓挫した。

## 戦後
ブリンディジでの敗北後、ビザンツ軍の拠点アンコーナにアレクシオス・アクスークが派遣されてきて、グリエルモ1世との和平交渉にあたった。この戦争中、ノルマン軍はたびたびギリシアのエーゲ海沿岸に対する大規模な襲撃を成功させ、グリエルモ1世によるシチリア王国支配を固めるなど優位に立っていたが、アクスークの巧みな手腕により、最終的にマヌエル1世が名誉を保ったまま戦争を終結させることができる和平がとりまとめられた。